# Новогодние мужчины
«Новогодние мужчины» — музыкальная новогодняя кинокомедия с элементами мелодрамы, снятая кинокомпанией «Телефильм» в 2004 году. Театральная версия постановки называется «Новые русские мужики». Двухсерийный телефильм является первой режиссёрской работой Виктора Мережко.

## Сюжет
Накануне Нового года трое безработных мужчин средних лет ищут возможность подзаработать денег к празднику. У них возникает идея создать фирму интимных услуг «Мужчины по выходным». В то же время две молодые красивые девушки решают развлечься в новогоднюю ночь и обращаются в эту фирму. Однако девушек ожидал большой сюрприз, когда вместо двадцатипятилетних красавцев, которых они приглашали, к ним совершенно неожиданно явились трое весьма потрёпанных мужчин, чей возраст давно уже перевалил за пятьдесят лет. По ходу действия герои оказываются в центре невероятных, почти фантастических и трагикомичных событий, в результате которых неожиданно проникаются симпатией друг к другу, и эта встреча для них становится судьбоносной.

## В ролях
- Михаил Боярский — Колыманов
- Анатолий Васильев — Адамов
- Валерий Гаркалин — Зюзя
- Ольга Ломоносова — Алёна
- Анна Герм — Вита
- Алексей Огурцов — Дед Мороз
- Сергей Терёщенко — Дед Мороз[3]

## Создатели фильма

Михаил Боярский, Анатолий Васильев и Валерий Гаркалин в фильме «Новогодние мужчины» (2004 год)

- Режиссёры: Виктор Мережко и Валерий Саркисов
- Сценарист: Виктор Мережко
- Оператор: Александр Екимов
- Композитор: Евгений Ширяев
- Автор текстов песен: Илья Резник
- Продюсер: Юрий Мацюк
- Постановщик трюков: Дмитрий Тарасенко[3]

## Песни, прозвучавшие в фильме
- «Мы не звёзды, не герои…» (исполняет Михаил Боярский)
- «Мой новогодний человек» (исполняет Михаил Боярский)

## Награды
- 2005 — ОКФ «Киношок» в Анапе (3-е место в конкурсе «ТВ-шок» — Виктор Мережко).